# Коэффициент полезного действия
Коэффицие́нт поле́зного де́йствия (КПД) — характеристика эффективности системы (устройства, машины) в отношении преобразования или передачи энергии. Определяется отношением полезно использованной энергии к суммарному количеству энергии, полученному системой; обозначается обычно η («эта»). КПД является безразмерной величиной и часто выражается в процентах. Часто применяется в переносном смысле как метафора эффективности чего-либо без привязки к расчётам. 

## Определение
Математически КПД определяется как
{\displaystyle \eta ={\frac {A}{Q}},}
где А — полезная работа (энергия), а Q — затраченная энергия.
Если КПД выражается в процентах, эту формулу иногда записывают в виде
{\displaystyle \eta ={\frac {A}{Q}}\times 100\%}.
Здесь умножение на {\displaystyle 100\%} не несёт содержательного смысла, поскольку {\displaystyle 100\%=1}. В связи с этим второй вариант записи формулы менее предпочтителен (одна и та же физическая величина может быть выражена в различных единицах независимо от формул, где она участвует).
В силу закона сохранения энергии и в результате неустранимых потерь энергии КПД реальных систем всегда меньше единицы, то есть невозможно получить полезной работы больше или столько, сколько затрачено энергии.
КПД теплово́го дви́гателя — отношение совершённой полезной работы двигателя к энергии, полученной от нагревателя. КПД теплового двигателя может быть вычислен по следующей формуле
{\displaystyle \eta ={\frac {Q_{1}-Q_{2}}{Q_{1}}}},
где {\displaystyle Q_{1}} — количество теплоты, полученное от нагревателя, {\displaystyle Q_{2}} — количество теплоты, отданное холодильнику. Наибольшим КПД среди циклических машин, оперирующих при заданных температурах нагревателя T1 и холодильника T2, обладают тепловые двигатели, работающие по циклу Карно; этот предельный КПД равен
{\displaystyle \eta _{k}={\frac {T_{1}-T_{2}}{T_{1}}}}.

## Другие похожие показатели
Не все показатели, характеризующие эффективность энергетических процессов, соответствуют вышеприведённому описанию. Даже если они традиционно или ошибочно называются «коэффициент полезного действия», они могут иметь другие свойства, в частности превышать 100 %.

### КПД котлов
КПД котлов на органическом топливе традиционно рассчитывается по низшей теплоте сгорания; при этом предполагается, что влага продуктов сгорания покидает котёл в виде перегретого пара. В конденсационных котлах эта влага конденсируется, теплота конденсации полезно используется. При расчёте КПД по низшей теплоте сгорания он в итоге может получиться больше единицы. В данном случае корректнее было бы считать его по высшей теплоте сгорания, учитывающей теплоту конденсации пара; однако при этом показатели такого котла трудно сравнивать с данными о других установках.

### Тепловые насосы и холодильные машины
Достоинством тепловых насосов как нагревательной техники является возможность получать больше теплоты, чем расходуется энергии на их работу. Холодильная машина может отвести от охлаждаемого конца больше теплоты, чем затрачивается энергии на организацию процесса.
Эффективность машин характеризует холодильный коэффициент
{\displaystyle \varepsilon _{\mathrm {X} }=Q_{\mathrm {X} }/A},
где {\displaystyle Q_{\mathrm {X} }} — тепло, отбираемое от холодного конца (в холодильных машинах холодопроизводительность); {\displaystyle A} — затрачиваемая на этот процесс работа (или электроэнергия).
Для тепловых насосов используют термин коэффициент трансформации
{\displaystyle \varepsilon _{\Gamma }=Q_{\Gamma }/A},
где {\displaystyle Q_{\Gamma }} — тепло конденсации, передаваемое теплоносителю; {\displaystyle A} — затрачиваемая на этот процесс работа (или электроэнергия).
В идеальной машине {\displaystyle Q_{\Gamma }=Q_{\mathrm {X} }+A}, отсюда для идеальной машины {\displaystyle \varepsilon _{\Gamma }=\varepsilon _{\mathrm {X} }+1}
Наилучшими показателями производительности для холодильных машин обладает обратный цикл Карно: в нём холодильный коэффициент
{\displaystyle \varepsilon ={T_{\mathrm {X} } \over {T_{\Gamma }-T_{\mathrm {X} }}}},
где {\displaystyle T_{\Gamma }}, {\displaystyle T_{\mathrm {X} }} — температуры горячего и холодного концов, K. Данная величина, очевидно, может быть сколь угодно велика; хотя практически к ней трудно приблизиться, холодильный коэффициент может превосходить единицу. Это не противоречит первому началу термодинамики, поскольку, кроме принимаемой в расчёт энергии A (напр., электрической), в тепло Q идёт и энергия, отбираемая от холодного источника.

### Механический КПД
Механический КПД является характеристикой, выражающей потери при передаче энергии через механические передачи — зубчатые, червячные, ременные, карданные, шарнирные. Хотя при передаче и не происходит преобразования энергии, механический КПД является не менее важной величиной, чем, например, КПД двигателя, и также обязательно учитывается в расчётах. Он является обязательной характеристикой редукторов, коробок передач, валопроводов и прочих механизмов.
{\displaystyle \eta _{\mathrm {m} }=N_{\mathrm {2} }/N_{\mathrm {1} }},
где {\displaystyle N_{\mathrm {1} }} — мощность, подведённая к механизму; {\displaystyle N_{\mathrm {2} }} — мощность, снимаемая с механизма.